# 17.ª etapa del Giro de Italia 2018
La 17.ª etapa del Giro de Italia 2018 tuvo lugar el 23 de mayo de 2018 entre Riva del Garda y Iseo sobre un recorrido de 155 km y fue ganada al sprint por el ciclista italiano Elia Viviani, quien completa con esta victoria su cuarta etapa en el Giro 2018.

## Clasificación de la etapa
| \| Clasificación de la etapa \| Clasificación de la etapa \| Clasificación de la etapa \| Clasificación de la etapa \| Clasificación de la etapa \| \| Ciclista \| Ciclista \| Equipo \| Tiempo \| \| \| ------------------------- \| ------------------------- \| --------------------------- \| ------------------------- \| ------------------------- \| \| 1.º \| Elia Viviani \| Quick-Step Floors \| 3 h 19 min 57 s \| \| \| 2.º \| Sam Bennett \| Bora-Hansgrohe \| + 0 s \| \| \| 3.º \| Niccolò Bonifazio \| Bahrain-Merida \| + 0 s \| \| \| 4.º \| Danny van Poppel \| LottoNL-Jumbo \| + 0 s \| \| \| 5.º \| Jens Debusschere \| Lotto-Soudal \| + 0 s \| \| \| 6.º \| Kristian Sbaragli \| Israel Cycling Academy \| + 0 s \| \| \| 7.º \| Jean-Pierre Drucker \| BMC Racing Team \| + 0 s \| \| \| 8.º \| Sacha Modolo \| EF Education First-Drapac \| + 0 s \| \| \| 9.º \| Andrea Vendrame \| Androni Giocattoli-Sidermec \| + 0 s \| \| \| 10.º \| José Gonçalves \| Katusha-Alpecin \| + 0 s \| \| |                     |                             |                 |
| |                     |                             |                 |
| Fuente: ProCyclingStats |                     |                             |                 |
| Clasificación de la etapa |                     |                             |                 |
| Ciclista | Ciclista            | Equipo                      | Tiempo          |
| 1.º | Elia Viviani        | Quick-Step Floors           | 3 h 19 min 57 s |
| 2.º | Sam Bennett         | Bora-Hansgrohe              | + 0 s           |
| 3.º | Niccolò Bonifazio   | Bahrain-Merida              | + 0 s           |
| 4.º | Danny van Poppel    | LottoNL-Jumbo               | + 0 s           |
| 5.º | Jens Debusschere    | Lotto-Soudal                | + 0 s           |
| 6.º | Kristian Sbaragli   | Israel Cycling Academy      | + 0 s           |
| 7.º | Jean-Pierre Drucker | BMC Racing Team             | + 0 s           |
| 8.º | Sacha Modolo        | EF Education First-Drapac   | + 0 s           |
| 9.º | Andrea Vendrame     | Androni Giocattoli-Sidermec | + 0 s           |
| 10.º | José Gonçalves      | Katusha-Alpecin             | + 0 s           |

## Clasificaciones al final de la etapa

### Clasificación general(Maglia Rosa)
| \| Clasificación general \| Clasificación general \| Clasificación general \| Clasificación general \| Clasificación general \| \| Ciclista \| Ciclista \| Equipo \| Tiempo \| \| \| --------------------- \| --------------------- \| --------------------- \| --------------------- \| --------------------- \| \| 1.º \| Simon Yates \| Mitchelton-Scott \| 69 h 59 min 11 s \| \| \| 2.º \| Tom Dumoulin \| Team Sunweb \| + 56 s \| \| \| 3.º \| Domenico Pozzovivo \| Bahrain-Merida \| + 3 min 11 s \| \| \| 4.º \| Chris Froome \| Team Sky \| + 3 min 50 s \| \| \| 5.º \| Thibaut Pinot \| Groupama-FDJ \| + 4 min 19 s \| \| \| 6.º \| Rohan Dennis \| BMC Racing Team \| + 5 min 04 s \| \| \| 7.º \| Miguel Ángel López \| Astana \| + 5 min 37 s \| \| \| 8.º \| Pello Bilbao \| Astana \| + 6 min 02 s \| \| \| 9.º \| Richard Carapaz \| Movistar Team \| + 6 min 07 s \| \| \| 10.º \| George Bennett \| LottoNL-Jumbo \| + 7 min 01 s \| \| |                    |                  |                  |
| |                    |                  |                  |
| Fuente: ProCyclingStats |                    |                  |                  |
| Clasificación general |                    |                  |                  |
| Ciclista | Ciclista           | Equipo           | Tiempo           |
| 1.º | Simon Yates        | Mitchelton-Scott | 69 h 59 min 11 s |
| 2.º | Tom Dumoulin       | Team Sunweb      | + 56 s           |
| 3.º | Domenico Pozzovivo | Bahrain-Merida   | + 3 min 11 s     |
| 4.º | Chris Froome       | Team Sky         | + 3 min 50 s     |
| 5.º | Thibaut Pinot      | Groupama-FDJ     | + 4 min 19 s     |
| 6.º | Rohan Dennis       | BMC Racing Team  | + 5 min 04 s     |
| 7.º | Miguel Ángel López | Astana           | + 5 min 37 s     |
| 8.º | Pello Bilbao       | Astana           | + 6 min 02 s     |
| 9.º | Richard Carapaz    | Movistar Team    | + 6 min 07 s     |
| 10.º | George Bennett     | LottoNL-Jumbo    | + 7 min 01 s     |

### Clasificación por puntos(Maglia Ciclamino)
| Clasificación por puntos | Clasificación por puntos | Clasificación por puntos      | Clasificación por puntos | Clasificación por puntos |
| Ciclista                 | Ciclista                 | Equipo                        | Puntos                   |                          |
| ------------------------ | ------------------------ | ----------------------------- | ------------------------ | ------------------------ |
| 1.º                      | Elia Viviani             | Quick-Step Floors             | 290 pts                  |                          |
| 2.º                      | Sam Bennett              | Bora-Hansgrohe                | 232 pts                  |                          |
| 3.º                      | Simon Yates              | Mitchelton-Scott              | 113 pts                  |                          |
| 4.º                      | Sacha Modolo             | EF Education First-Drapac     | 110 pts                  |                          |
| 5.º                      | Marco Frapporti          | Androni Giocattoli-Sidermec   | 109 pts                  |                          |
| 6.º                      | Danny van Poppel         | LottoNL-Jumbo                 | 107 pts                  |                          |
| 7.º                      | Davide Ballerini         | Androni Giocattoli-Sidermec   | 102 pts                  |                          |
| 8.º                      | Niccolò Bonifazio        | Bahrain-Merida                | 93 pts                   |                          |
| 9.º                      | Eugert Zhupa             | Wilier Triestina-Selle Italia | 64 pts                   |                          |
| 10.º                     | Tom Dumoulin             | Team Sunweb                   | 63 pts                   |                          |

### Clasificación de la montaña(Maglia Azzurra)
| Clasificación de la montaña | Clasificación de la montaña | Clasificación de la montaña | Clasificación de la montaña | Clasificación de la montaña |
| Ciclista                    | Ciclista                    | Equipo                      | Puntos                      |                             |
| --------------------------- | --------------------------- | --------------------------- | --------------------------- | --------------------------- |
| 1.º                         | Simon Yates                 | Mitchelton-Scott            | 91 pts                      |                             |
| 2.º                         | Giulio Ciccone              | Bardiani CSF                | 52 pts                      |                             |
| 3.º                         | Esteban Chaves              | Mitchelton-Scott            | 47 pts                      |                             |
| 4.º                         | Thibaut Pinot               | Groupama-FDJ                | 46 pts                      |                             |
| 5.º                         | Chris Froome                | Team Sky                    | 36 pts                      |                             |
| 6.º                         | Domenico Pozzovivo          | Bahrain-Merida              | 36 pts                      |                             |
| 7.º                         | Fausto Masnada              | Androni Giocattoli-Sidermec | 35 pts                      |                             |
| 8.º                         | Valerio Conti               | UAE Team Emirates           | 33 pts                      |                             |
| 9.º                         | Matteo Montaguti            | AG2R La Mondiale            | 29 pts                      |                             |
| 10.º                        | Richard Carapaz             | Movistar Team               | 27 pts                      |                             |

### Clasificación de los jóvenes(Maglia Bianca)
| Clasificación del mejor joven | Clasificación del mejor joven | Clasificación del mejor joven | Clasificación del mejor joven | Clasificación del mejor joven |
| Ciclista                      | Ciclista                      | Equipo                        | Tiempo                        |                               |
| ----------------------------- | ----------------------------- | ----------------------------- | ----------------------------- | ----------------------------- |
| 1.º                           | Miguel Ángel López            | Astana                        | 70 h 04 min 48 s              |                               |
| 2.º                           | Richard Carapaz               | Movistar Team                 | + 30 s                        |                               |
| 3.º                           | Ben O'Connor                  | Dimension Data                | + 1 min 56 s                  |                               |
| 4.º                           | Sam Oomen                     | Team Sunweb                   | + 2 min 28 s                  |                               |
| 5.º                           | Maximilian Schachmann         | Quick-Step Floors             | + 32 min 29 s                 |                               |
| 6.º                           | Fausto Masnada                | Androni Giocattoli-Sidermec   | + 36 min 22 s                 |                               |
| 7.º                           | Jack Haig                     | Mitchelton-Scott              | + 38 min 16 s                 |                               |
| 8.º                           | Matej Mohorič                 | Bahrain-Merida                | + 43 min 31 s                 |                               |
| 9.º                           | Valerio Conti                 | UAE Team Emirates             | + 43 min 32 s                 |                               |
| 10.º                          | Felix Großschartner           | Bora-Hansgrohe                | + 46 min 23 s                 |                               |

### Clasificación por equipos"Super Team"
| Clasificación por equipos | Clasificación por equipos | Clasificación por equipos | Clasificación por equipos |
| Equipo                    | Equipo                    | Tiempo                    |                           |
| ------------------------- | ------------------------- | ------------------------- | ------------------------- |
| 1.º                       | Sky                       | 210 h 19 min 30 s         |                           |
| 2.º                       | Astana                    | + 8 min 36 s              |                           |
| 3.º                       | Mitchelton-Scott          | + 10 min 12 s             |                           |
| 4.º                       | Bora-Hansgrohe            | + 33 min 10 s             |                           |
| 5.º                       | Groupama-FDJ              | + 33 min 10 s             |                           |
| 6.º                       | Movistar Team             | + 38 min 54 s             |                           |
| 7.º                       | AG2R La Mondiale          | + 39 min 57 s             |                           |
| 8.º                       | Team Sunweb               | + 48 min 09 s             |                           |
| 9.º                       | Dimension Data            | + 57 min 56 s             |                           |
| 10.º                      | UAE Team Emirates         | + 1 h 13 min 46 s         |                           |

## Abandonos
- Tosh Van der Sande, no finalizó la etapa.
- Victor Campenaerts, no tomó la salida.
- Louis Meintjes, no tomó la salida al encontrarse enfermo.[2]